# フランツ・ラーデマッハー
フランツ・ラーデマッハー（Franz Rademacher、フランツ・ラーデマッヘルとも。1906年2月20日 - 1973年3月17日）は第二次世界大戦中の第三帝国・ナチス・ドイツ政府高官である。彼はマダガスカル計画の起案者として知られている。

## 前半生からナチス・ドイツ時代
ラーデマッハーは1906年2月20日、メクレンブルク＝シュトレーリッツ・ノイシュトレーリッツに生まれた。彼の父は鉄道技師だった。彼はロストックとミュンヘンで法を学び、1932年4月、法曹界に入った。彼は1932年から1934年まで突撃隊に参加した。1933年にはナチ党に加入した。彼は反セム主義を公言していた。
1937年からは、彼はドイツ外務省の外交官になり、1940年5月までウルグアイ・モンテビデオのドイツ大使館に勤めていた。1940年、彼はリッベントロップの外務省においてドイツ局（Abteilung Deutschland）のD III課（Referat D III）、すなわちユダヤ人担当課（Judenreferat）を取りまとめるよう任ぜられた。彼の直接の上司はナチの外交官であるマルティン・ルターであった。マダガスカル島へヨーロッパのユダヤ人全てを強制的に追放することを試みるという、マダガスカル計画をラーデマッハーが本格的に開始したのは、まさに彼が外務省に在職した期間中である、1940年の春から夏にかけてだった。彼は一時期この計画の組織的なコントロールを越えて、アドルフ・アイヒマンと共闘したが、まもなく第二次世界大戦におけるドイツの情勢変化のさなか、この計画は破棄された。
1941年10月、彼はセルビアのユダヤ人の大量追放、処刑に関与した。彼はまた、フランス、ベルギー、オランダからのユダヤ人追放に直接手を下していた。

## 失脚
1943年、ルターがリッベントロップを失脚させるためのクーデターを試みたが、ラーデマッハーはそれに巻き込まれることとなった。彼は外務省を免職され、海軍士官として戦地に送り込まれた。戦争の残りの期間彼はそこで過ごし、最終的には彼はクプファー大佐 (Captain Kupfer) 指揮下にあるフレンスブルク、ミュルヴィクのデーニッツ提督の暗号解読部隊員になった。
戦争終結後すぐにこの部隊はハンブルクにあるセフトン・デルマーの通信社により知られるところとなった。ラーデマッハーは1945年11月にイギリス軍憲兵隊に逮捕されたが最終的には釈放されている。しかし、結局彼は1952年2月、セルビアでの彼の指揮監督下に起こった大量虐殺の罪でドイツの法廷に連れ出された。にもかかわらず、ナチのシンパの助けにより、保釈期間中の同年9月、彼はシリアに逃走した。彼は裁判に欠席したがドイツの法廷はセルビアのユダヤ人虐殺の罪で禁固3年5ヵ月の判決を言い渡した。
1962年、ユダヤ人のスパイ、エリ・コーヘンはラーデマッハーに爆発物の入った封書を送付したが暗殺に失敗した。
1963年、彼はスパイ活動を行ったとして、シリアで逮捕されたが、健康悪化を理由に1965年に釈放された。彼は1966年ドイツに帰国した。そこで彼は再度戦争犯罪の罪を言い渡され、禁固5年6ヶ月を宣告された。しかし、法廷は既に執行されたことを考慮したため、彼の判決は決して執行されなかった。
1971年、カールスルーエにあるドイツの高等裁判所はラーデマッハーに対するこの判決を取り消す決定を下した。そして第二次世界大戦の間彼が行った犯罪について新たに裁判を開く命令を下した。この訴訟手続が始まる前の1973年3月17日、彼は死亡した。

## 「役所とその過去」
2010年、ドイツ外務省は第三帝国の外交官に関する880ページの報告書を公開した。"Das Amt und die Vergangenheit"（『役所とその過去』）と名付けられた報告書は、1941年にラーデマッハーがベオグラードを訪問していたことを証拠付けるものであり、彼が外務省に提出した同地への渡航経費の請求書には公式の渡航目的が「ユダヤ人の粛清」であると記述されていた。